# Socket 3
Socket 3 – typ gniazda procesora zaprojektowany dla systemów 486, obsługujący również procesory Intel Pentium OverDrive. Gniazdo to obsługiwało mnożniki 1–3 oraz FSB 25 MHz i 33 MHz.
Gniazdo Socket 3 zastąpiło wcześniej produkowane gniazda przeznaczone dla procesorów klasy 486 – Socket 1, Socket 2 i Socket 6. W gnieździe tym umieszczano procesory produkowane przez wiele różnych firm, klasyfikowanych jako procesory kompatybilne z Intel 80486. Poza firmą Intel produkcją procesorów dla Socket 3 zajmowały się m.in. AMD, Texas Instruments, UMC, Cyrix, NEC i inne. Najpopularniejsze procesory przeznaczone dla gniazda Socket 3 to:
- Intel i486SX,
- Intel i486DX,
- Intel i486DX2,
- Intel i486DX4,
- AMD Am486SX,
- AMD Am486DX,
- AMD Am486DX2,
- AMD Am486DX4.

Bezpośrednim następcą gniazda Socket 3 było gniazdo Socket 4, przeznaczone dla pierwszych procesorów Pentium określanych symbolem P5.